# Sánta Ferenc (hegedűművész, 1945–2024)
ifjabb Sánta Ferenc (Kaposvár, 1945. március 2. – Budapest, VII. kerület, 2024. október 22.) a Nemzet Művésze címmel kitüntetett, kétszeres Kossuth-, és Liszt Ferenc-díjas hegedűművész, prímás, a Magyar Nemzeti Cigányzenekar művészeti vezetője.

## Pályafutása
Cigányzenész családba született, édesapja, idősebb Sánta Ferenc (1919–2003) elismert, híres cigányzenész volt, de már a dédapja is hegedült, édesanyja Horváth Gizella. Klasszikus zenei tanulmányokat folytatott, de kilencévesen már apja zenekarában is bemutatkozott. 
1952-től a kaposvári zeneiskolában Lehota Dezsőnél tanult hegedülni, és 13 évesen már a Kaposvári Szimfonikus Zenekarban játszott. Két évvel később Gréf Matild szakfelügyelő javaslatára felvételi nélkül bekerült a Pécsi Zeneművészeti Szakközépiskolába. 1963-tól a budapesti Liszt Ferenc Zeneakadémián tanult Ney Tibornál, de eközben már országjáró cigányzenész volt, Kovács Apollóniát kísérte. Hegedűművészi és tanári diplomáját 1969-ben szerezte meg.
Első népi zenekarát 1973-ban alakította meg. Cigányzenészként bejárta a világot, de időről időre klasszikus zenét is játszik; pályafutása elején például tagja volt a budapesti Operaház zenekarának, 1969-ben a Göteborgi Szimfonikus Zenekarnak is zenésze volt. Európa szinte minden országában játszott, járt az Egyesült Államokban, Japánban, Ausztráliában stb. Alapító tagja volt a 100 Tagú Cigányzenekarnak, jelenleg az 1990-es képek közepén alakult Magyar Nemzeti Cigányzenekar művészeti igazgatója és vezető prímása. Magyar nóta- és csárdásfeldolgozások sorát készítette el. Tanított is az OSZK Stúdiójában, ahonnan sok sikeres növendéke került ki.
A Magyar Rádióban már 1972-ben elkészítette első önálló hangfelvételét, és azóta folyamatosan jelennek meg rádiós, televíziós és hanglemez-felvételei. Ezeken és koncertjein a cigányzene klasszikus darabjai mellett – többek között – Johannes Brahms, Liszt Ferenc és Bartók Béla műveit is játssza.
Ifj. Sánta Ferenc nős, felesége Bódi Magdolna, gyermekei Ferenc és Beatrix, mindketten tanult zenészek.
1981-ben megkapta a Magyar Televízió, 1982-ben a Magyar Rádió nívódíját. 1995-ben a Magyar Köztársasági Érdemrend kiskeresztjével, 2002-ben Liszt Ferenc-díjjal, 2007-ben pedig Kossuth-díjjal tüntették ki. 2009-ben Prima Primissima díjat kapott, 2011-ben Budapest, 2024-ben pedig Kaposvár díszpolgára lett.

## Elismerései
- A Magyar Televízió nívódíja (1981)
- A Magyar Rádió nívódíja (1982, 2004)
- A Magyar Köztársasági Érdemrend kiskeresztje (1995)
- eMeRTon-díj (1998)
- Lyra-díj (1998)[4]
- Liszt Ferenc-díj (2002)
- Kossuth-díj (2007)
- Prima Primissima díj (2009)
- Budapest díszpolgára (2011)
- A Nemzet Művésze (2014)
- Kossuth-nagydíj (2023)
- Kaposvár díszpolgára (2024)